# Christopher Browning
Christopher Robert Browning (ur. 22 maja 1944) – amerykański historyk, pracujący przede wszystkim nad problematyką Holocaustu.
Od 1999 był profesorem Uniwersytetu Karoliny Północnej w Chapel Hill.
W swojej najbardziej znanej książce Ordinary Men : Reserve Police Battalion 101 and the Final Solution in Poland (1992, wydana w Polsce w 2000 pod tytułem Zwykli ludzie: 101. Policyjny Batalion Rezerwy i "ostateczne rozwiązanie" w Polsce oraz w 2019 w rozszerzonym i poprawionym polskim wydaniu: Zwykli ludzie : 101. Rezerwowy Batalion Policji i "ostateczne rozwiązanie" w Polsce) opisał działania 101. Policyjnego Batalionu Rezerwy mordującego Żydów na terenie Lubelszczyzny podczas niemieckiej okupacji. Oddział ten, składający się z około 500 żołnierzy, rozstrzelał 38 tys. Żydów i uczestniczył w deportacji około 100 tys. do obozów śmierci. Browning wykazał w książce, że oddział nie składał się ze specjalnie wyselekcjonowanych, fanatycznych hitlerowców, a raczej ze „zwyczajnych” Niemców, powołanych do służby wojskowej w jednostce policyjnej działającej na tyłach, gdyż byli nieprzydatni do służby na froncie, głównie z powodu starszego wieku.

## Publikacje książkowe
- The Final Solution and the German Foreign Office : a study of Referat D III of Abteilung Deutschland, 1940–43, New York : Holmes & Meier, 1978.
- Fateful Months : Essays on the Emergence of the Final Solution, New York : Holmes & Meier, 1985.
- Ordinary Men : Reserve Police Battalion 101 and the Final Solution in Poland, New York : HarperCollins, 1992.
  - W polskim wydaniu: Zwykli ludzie : 101. Policyjny Batalion Rezerwy i "ostateczne rozwiązanie" w Polsce, Warszawa : Bellona, 2000.
  - W poprawionym polskim wydaniu: Zwykli ludzie : 101. Rezerwowy Batalion Policji i "ostateczne rozwiązanie" w Polsce, Poznań : DW Rebis, 2019.
- The Path to Genocide : Essays on launching the Final Solution, Cambridge : Cambridge University Press, 1998, 1992.
- Nazi policy, Jewish workers, German killers, Cambridge ; New York : Cambridge University Press, 2000.
- Collected memories : Holocaust History and Postwar Testimony, Madison, Wis. ; London : University of Wisconsin Press, 2003.
- The Origins of the Final Solution : The Evolution of Nazi Jewish Policy, September 1939 – March 1942], Lincoln : University of Nebraska Press, 2004.
  - W polskim wydaniu: Geneza "ostatecznego rozwiązania". Ewolucja nazistowskiej polityki wobec Żydów. Wrzesień 1939 - marzec 1942, Wydaw. Uniwersytetu Jagiellońskiego, 2012.
- Everyday Lasts a Year: A Jewish Family's Correspondence from Poland, Cambridge : Cambridge University Press, 2007.
- Remembering Survival: Inside a Nazi Slave-Labor Camp, New York: W.W. Norton & Co., 2010.
  - W polskim wydaniu: Pamięć przetrwania: Nazistowski obóz pracy oczami więźniów, Wołowiec: Wydawnictwo Czarne, 2012